# Fred M. Wilcox
Fred McLeod Wilcox (* 22. Dezember 1907 in Tazewell, Virginia; † 23. September 1964 in Beverly Hills, Kalifornien) war ein US-amerikanischer Filmregisseur.

## Leben
Fred McLeod Wilcox war eines von sechs Kindern des Optikers James Wilcox. Zu seinen Geschwistern gehörte Ruth Selwyn, die den Produzenten Edgar Selwyn, einen der Gründer von Goldwyn Pictures, heiratete. Eine weitere Schwester war Pansy Wilcox-Schenck, die den Präsidenten der Produktionsgesellschaft Loew’s, Inc., Nicholas Schenck, heiratete.
Nach dem Besuch der University of Kentucky arbeitete Wilcox im New Yorker Büro für Öffentlichkeitsarbeit der MGM. 1929 wurde er als Regieassistent für King Vidor bei dessen kontroversen Drama Hallelujah eingesetzt. In der Folgezeit arbeitete Wilcox auch als Regisseur für Testaufnahmen für Schauspieltalente.
1943 führte Wilcox das erste Mal Regie bei einem Kinofilm (Heimweh). Auch bei den Fortsetzungen Lassie – Held auf vier Pfoten und Lassies Heimat war er Regisseur. Es stellte sich heraus, dass Wilcox besonders gut mit Kindern arbeiten konnte, was er 1949 mit Der geheime Garten unter Beweis stellte, mit dem Margaret O’Brien bekannt wurde.
Nach mehreren B-Movies für MGM lieferte er 1956 mit dem Science-Fiction-Film Alarm im Weltall einen Film ab, der das Genre nachhaltig beeinflusste. Im folgenden Jahr verließ Wilcox die MGM, um als unabhängiger Produzent und Regisseur zu arbeiten. Er arbeitete jedoch nur noch an einem weiteren Film, I Passed for White mit James Franciscus, den er 1960 fertigstellte.
Fred McLeod Wilcox verstarb am 23. September 1964 in Beverly Hills.

## Filmografie
- 1938: Joaquin Murrieta
- 1943: Heimweh (Lassie Come Home)
- 1946: Lassie – Held auf vier Pfoten (Courage of Lassie)
- 1948: Drei kleine Biester (Three Daring Daughters)
- 1948: Lassies Heimat (Hills of Home)
- 1949: Der geheime Garten (The Secret Garden)
- 1952: Shadow in the Sky
- 1953: Code Two
- 1954: Tennessee Champ
- 1956: Alarm im Weltall (Forbidden Planet)
- 1960: I Passed for White (Regie, Drehbuch, Produktion)